# بيل جونز (لاعب كرة قدم)
بيل جونز (بالإنجليزية: Bill Jones)‏ (و. 1921 – 2010 م) هو لاعب كرة قدم، من إنجلترا، توفي في تشستر، عن عمر يناهز 89 عاماً.